# Федеріка Могеріні
Федеріка Могері́ні (італ. Federica Mogherini; нар. 16 червня 1973, Рим, Італія) — італійська політична діячка, міністерка закордонних справ в уряді Маттео Ренці з 22 лютого до 31 жовтня 2014. Членкиня Демократичної партії. Верховний представник Європейського Союзу з питань закордонних справ і політики безпеки з 1 листопада 2014 до 1 грудня 2019.

## Біографія
Дочка італійського художника-постановника і кінорежисера Флавіо Могеріні. Закінчила класичний ліцей і деякий час підробляла в колл-центрі. Вивчала політику (scienze politiche) в римському університеті Ла Сапієнца, захистила диплом з політичної філософії про зв'язок між релігією і політикою в ісламі в рамках проєкту «Еразмус» у Франції, за відомостями з особистого блога Могеріні, в Інституті вивчення і дослідження арабського світу і Середземномор'я (Istitut de Recherche et d'Etudes sur le Monde Arabe et la Méditerranée, IREMAM) в Екс-ан-Прованс, проте дана абревіатура застосовується для позначення Інституту вивчення і дослідження арабського та мусульманського світу (фр. Institut de recherches et d'études sur le monde arabe et musulman).
У 1990-х роках як волонтерка Італійської розважальної і культурної асоціації (ARCI) брала участь у національних та європейських кампаніях проти расизму і ксенофобії.

## Політична кар'єра
З 1988 року членкиня «Італійської комуністичної федерації молоді» — молодіжної секції Італійської компартії. Після саморозпуску Комуністичної партії та її трансформації у Демократичну партію лівих 1996 року Могеріні перейшла до молодіжної організації цієї новоствореної парті — «Ліві демократи» (італ. Democratici di Sinistra, DS)
З 2001 року членкиня партії Ліві демократи, членкиня Національної ради цієї ж партії, а пізніше членкиня її Національного правління (Direzione Nazionale) і Політичного комітету. 2003 року почала працювати в партійному Департаменті зовнішніх зв'язків (Dipartimento Esteri), де відповідала за зв'язки з різними рухами, а пізніше стала координаторкою департаменту, займаючись проблемами Іраку і Афганістану, мирним процесом на Близькому Сході, відносинами з Партією європейських соціалістів, Соцінтерном і партіями, що входять в неї, а також з Демократичною партією США.
2007 року вступила в Демократичну партію, 2009 року відповідала в її Секретаріаті за напрямок політики забезпечення рівних можливостей. У грудні 2013 року ввійшла до Національного секретаріату Демократичної партії, в Інститут міжнародних відносин (Istituto Affari Internazionali), Раду зі зв'язків між Італією та США (Consiglio per le relazioni fra Italia e Stati Uniti), Європейську мережу за роззброєння і нерозповсюдження ядерної зброї (Network europeo per il Disarmo e la Non Proliferazione Nucleare).
- Членкиня Палати депутатів з 28 квітня 2008 до 30 жовтня 2014.

2008 року обрана до Палати депутатів XVI-го скликання (XVI Legislatura della Repubblica Italiana); була секретаркою IV-й комісії (оборона) з 22 травня 2008 до 12 жовтня 2010 року і з 13 жовтня 2010 до 14 березня 2013 року; брала участь у Парламентській делегації в Парламентській асамблеї Західноєвропейського союзу з 24 вересня 2008 до 30 червня 2011 року, а також у Парламентській делегації в Парламентській асамблеї Ради Європи з 24 вересня 2008 до 14 березня 2013 року.
2013 року стала депутаткою XVII-го скликання (XVII Legislatura della Repubblica Italiana). З 5 липня 2013 року до 1 квітня 2014 року входила в італійську Парламентську делегацію в Парламентській асамблеї НАТО (з 1 серпня 2013 року очолювала цю делегацію); з 7 травня 2013 року по 27 червня 2014 року — членкиня III комісії (іноземні і загальноєвропейські справи); з 7 травня 2013 по 21 лютого 2014 року — членкиня IV комісії (оборона), де заміняла заступника міністра закордонних справ Лапо Пістеллі; з 27 червня по 30 жовтня 2014 року — членкиня XIV комісії (зв'язки з Європейським союзом). 30 жовтня 2014 року здала депутатський мандат у зв'язку зі вступом на посаду верховної представниці Євросоюзу із закордонних справ і політики безпеки. Місце Могеріні в Палаті депутатів зайняв Марко Бергонці (Marco Bergonzi).

## Візит в Україну

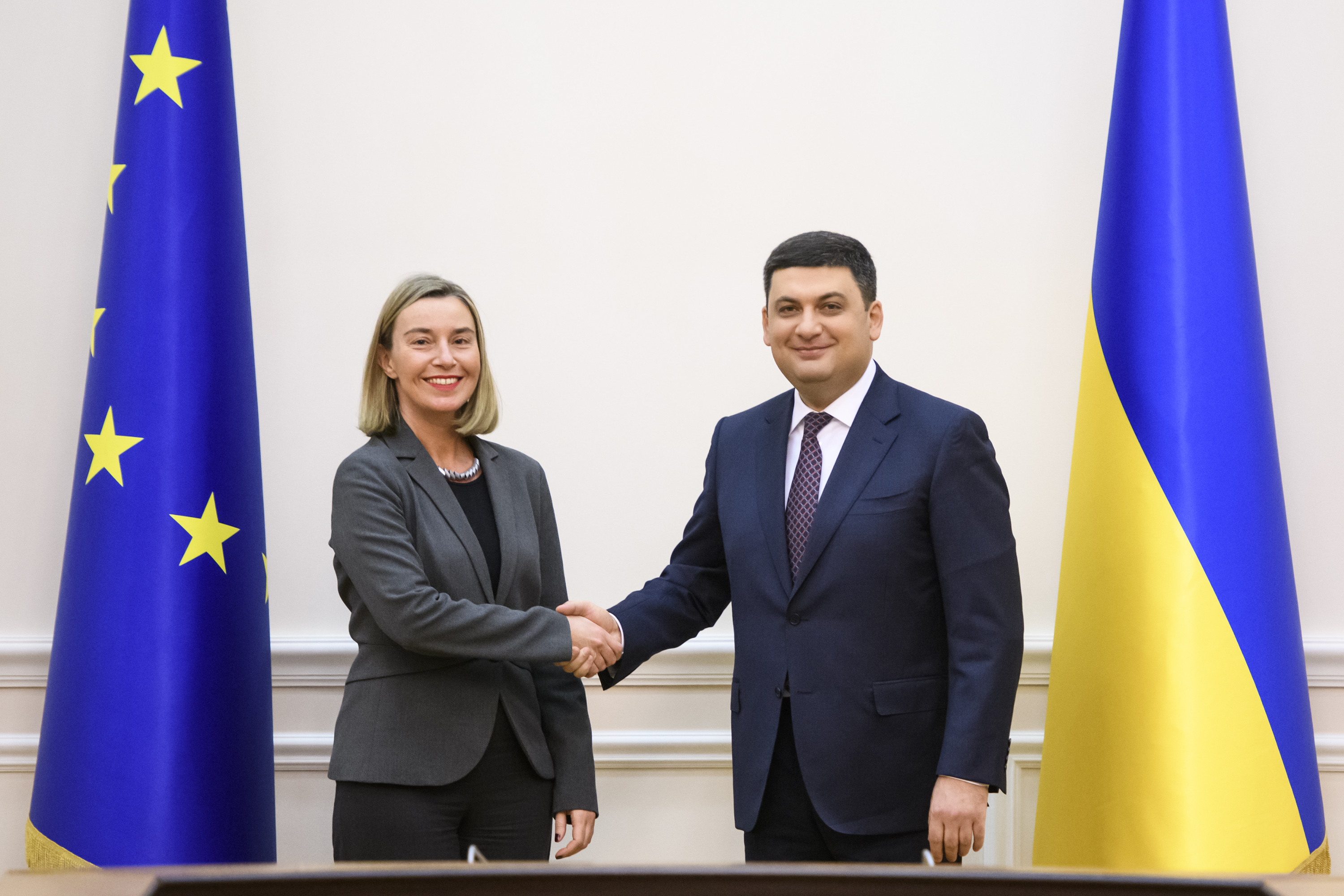
Володимир Гройсман із Високою представницею ЄС із закордонних справ та безпекової політики Федерікою Могеріні

Могеріні під час зустрічі з Міністром закордонних справ України Павлом Клімкіним 8 липня 2014 в Києві запевнила, що Італія сприятиме пошуку шляхів врегулювання ситуації в Україні в контексті виконання мирного плану Президента України Петра Порошенка, імплементації Угоди про асоціацію між Україною та ЄС, лібералізації візового режиму. Для забезпечення тісного співробітництва між Україною та ЄС під час Італійського головування Федеріка Могеріні запропонувала підтримувати постійний зв'язок між МЗС України та Радою ЄС у закордонних справах.
Того ж дня відбулась зустріч із Президентом України Петром Порошенком, під час якої відбувся обмін думками щодо поточної ситуації в Україні та перспектив допомоги Італії на міжнародній арені зусиллям Києва владнати ситуацію на Сході країни та перспектив міжнародної участі у відновленні інфраструктури Донбасу після звільнення від бойовиків.

## Критика
Могеріні критикували за надто прихильну позицію щодо Росії.

## Особисте життя
Одружена з Маттео Ребезані (Matteo Rebesani), близьким сподвижником Вальтера Вельтроні, має двох дочок — Катерину (2005) і Марту (2010). Володіє англійською мовою. Згідно з власними твердженнями, побіжно розмовляє французькою, трохи іспанською, любитт подорожувати, читати романи й проводити час у колі сім'ї і близьких друзів.
Успішну політичну кар'єру Могеріні деякі спостерігачі пов'язують з покровительством Вельтроні, пояснюючи це їх давнім особистим знайомством — зокрема, тітка Федеріки, сценаристка Іза Могеріні, була близькою подругою матері Вельтроні.